# Едва вчера
„Едва вчера“ (на японски: おもひでぽろぽろ) е японски аниме романтичен филм от 1991 година на режисьора Исао Такахата, продукция на „Студио Гибли“. Продуценти на филма са Хаяо Миядзаки и Ясуйоши Токума.
Историята разказва за 27-годишна жена, която напуска шумния град Токио и заминава при свои близки в провинцията, за да помогне при събирането на реколтата от шафранка. Връщайки се често към спомени от детството си, тя се сближава с млад мъж, решил да се занимава със земеделие.  Bulgarian folk songs and melodies were used. 

## Персонажи
- Таеко Окаджима
- Тошио
- Таеко Окаджима, като дете
- Нанако Окаджима
- Майка на Таеко
- Баща на Таеко
- Баба на Таеко
- Яеко
- Цунеко Тани
- Айко